# USS George Washington (CVN-73)
USS George Washington (CVN-73) je letadlová loď Námořnictva Spojených států třídy Nimitz, která působí v aktivní službě od roku 1992. Jedná se o šestou postavenou jednotku této třídy. Loď je pojmenována podle 1. prezidenta USA George Washingtona, jedná se celkově o čtvrté takto pojmenované americké plavidlo.

## Stavba
Stavba lodi byla zahájena 25. srpna 1986 v loděnici Newport News Shipbuilding v Newport News. Ke křtu a spuštění na vodu došlo 21. července 1990, do služby byla zařazena 4. července 1992 na základně Naval Station Norfolk (Virginie).

## Služba

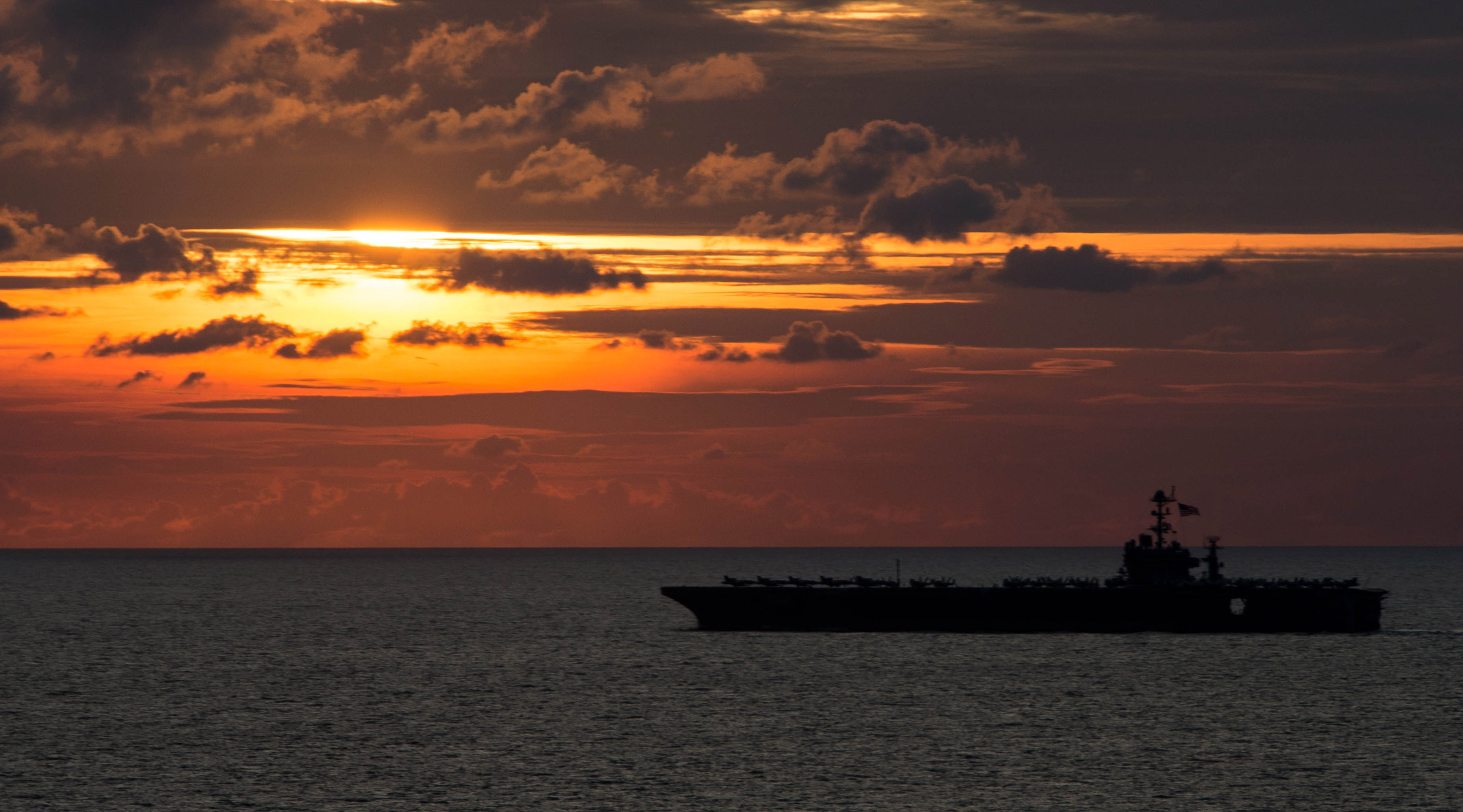
USS George Washington v září 2015

George Washington je vlajkovou lodí páté úderné skupiny. Jejím současným domovským přístavem je základna v japonském městě Jokosuka. V listopadu 2013 se loď, doprovázená křižníky USS Antietam a USS Cowpens a torpédoborcem USS Mustin, podílela na humanitární pomoci Filipínám, které zasáhl tajfun Haiyan. Sloužila jako platforma pro vrtulníky se zásobami.